# Glycymeris hanleyi
Glycymeris hanleyi is een tweekleppigensoort uit de familie van de Glycymerididae. De wetenschappelijke naam van de soort is voor het eerst geldig gepubliceerd in 1879 door Angas.